# 8 свиданий
«8 свиданий» (исп. 8 citas) — романтическая комедия, снятая в 2008 году двумя испанскими телевизионщиками Перисом Романо и Родриго Сорогойеном. Фильм содержит 8 коротких глав, объединённых одной темой и посвящённых всем стадиям любовных отношений между мужчиной и женщиной.

## В ролях
- Fernando Tejero — Антонио
- José Luis García Pérez — Рафа
- Белен Лопес — София
- Cecilia Freire — Нурия
- Рауль Аревало — Хесус
- Javier Rey — Пабло
- Марта Ньето — Мария
- Jesús Caba — Эду
- Ана Вахенер — Маите
- Вероника Эчеги — Ване
- Jordi Vilches — Хуан
- Gabriel Chame — Луис
- Jesús Guzmán — дедушка
- Marta Hazas — Крис
- Adriana Ozores — Роса
- Miguel Ángel Solá — Фернандо
- Alfonso Bassave — Альфонсо
- Tzeitel Rodríguez — администратор
- Melanie Olivares — Наталия
- Jesús Olmedo — Дани
- María Ballesteros — Ана
- Arturo Valls — Серхи
- Javier Pereira — Хосе
- Aroa Gimeno — Лаура
- Raquel Pérez — Маноли
- Enrique Asenjo — сотрудник похоронного бюро
- Белен Руэда — Элена